# Banea, Burgas
Banea (în bulgară Баня) este un sat în comuna Nesebăr, regiunea Burgas,  Bulgaria. 

## Demografie
Componența etnică a satului Banea
     Bulgari (90,82%)
     Nicio identificare (9,17%)
     Altele (0%)
La recensământul din 2011, populația satului Banea era de 207 locuitori. Din punct de vedere etnic, majoritatea locuitorilor (90,82%) erau bulgari. Pentru 9,17% din locuitori nu este cunoscută apartenența etnică.